# Historique de l'USM Blida en Coupe d'Algérie
 (août 2013).
Cet article présente le parcours et les résultats de l'USM Blida en Coupe d'Algérie de football.

## Récapitulatif des rencontres
Le tableau suivant liste les rencontres de l'USM Blida dans la compétition coupe d'algérie.
| Édition   | Avant-dernier Tour Régional     | Dernier Tour Régional        | 32e de finale               | 16e de finale                       | 8e de finale                | Quart de finale              | Demi-finale              | Finale         |
| --------- | ------------------------------- | ---------------------------- | --------------------------- | ----------------------------------- | --------------------------- | ---------------------------- | ------------------------ | -------------- |
| 1962-1963 |                                 | Red Star Algérois 2-1        | IR Hadjout 3-2              | US Hôpital d'Alger 1-1              | USM Sétif 4-0               |                              |                          |                |
| 1963-1964 | Exempte                         | AS Police 4-0                | SKAF El Khemis 0-0          | JS El Biar 3-1                      |                             |                              |                          |                |
| 1964-1965 | Exempte                         | Exempte                      | O Médéa 2-2                 | WA Boufarik 2-0                     | CR Témouchent 0-1           | USM Sétif 2-0                | ES Mostaganem 1-0        |                |
| 1965-1966 | Exempte                         | Exempte                      | WB Aïn Benian 2-1           | OMR El Annasser 2-1                 |                             |                              |                          |                |
| 1966-1967 | ?                               | ?                            | ?                           | OM Saint-Eugène 2-1                 |                             |                              |                          |                |
| 1967-1968 | ?                               | ?                            | ?                           | NA Hussein Dey 3-2                  |                             |                              |                          |                |
| 1968-1969 | Exempte                         | Exempte                      | HB Ghardaïa 2-1             | SCM Oran 2-1                        | RC Relizane 1-0             |                              |                          |                |
| 1969-1970 | Exempte                         | ?                            | ES Thénia 3-2               | JS Kabylie 2-1                      |                             |                              |                          |                |
| 1970-1971 | Exempte                         | ?                            | RC Kouba 2-3                |                                     |                             |                              |                          |                |
| 1971-1972 | Exempte                         | ?                            |                             |                                     |                             |                              |                          |                |
| 1972-1973 | Exempte                         | Exempte                      | ESM Koléa 5-1               | AS Ain M'lila 1-1 (t.a.b)           | USM Bel Abbès 1-0           | ES Sétif 1-0                 | USM Alger 1-0, 3-1       |                |
| 1973-1974 | Exempte                         | Exempte                      | ASCF Alger 0-2              |                                     |                             |                              |                          |                |
| 1974-1975 | Exempte                         | Exempte                      | IRB Madania 1-1 (t.a.b)     | WA Relizane 1-0                     | JSM Skikda 3-0              | ASM Oran 2-1                 |                          |                |
| 1975-1976 | ?                               | ?                            |                             |                                     |                             |                              |                          |                |
| 1976-1977 | ?                               | ?                            | NA Hussein Dey 4-0          |                                     |                             |                              |                          |                |
| 1977-1978 | ?                               | ?                            | ?                           | RC Kouba 2-0                        |                             |                              |                          |                |
| 1978-1979 | ?                               | ?                            | ?                           |                                     |                             |                              |                          |                |
| 1979-1980 | ?                               | ?                            | ?                           |                                     |                             |                              |                          |                |
| 1980-1981 | ?                               | ?                            | ?                           |                                     |                             |                              |                          |                |
| 1981-1982 | ?                               | ?                            |                             |                                     |                             |                              |                          |                |
| 1982-1983 |                                 |                              |                             | MA Hussein Dey 2-1                  | ES Sétif 3-0                |                              |                          |                |
| 1983-1984 |                                 |                              | ASP                         | CR Belouizdad 1-0                   |                             |                              |                          |                |
| 1984-1985 |                                 |                              | IR Tidjara 1-0              | JS Bordj Menaïl 4-1                 |                             |                              |                          |                |
| 1985-1986 | NRB Berrouaghia 1-2             | CRB Bordj El Kiffan 2-8      | CSO Chlef 2-3               | CSU Oran 4-1                        | IRB Arzew 0-0 (3-2 tab)     | CRB El Harrouch 3-2          | WKF Collo 4-2            |                |
| 1986-1987 |                                 | NRB Touggourt 3-2            | MB Tablat 1-1 (4-5 tab)     |                                     |                             |                              |                          |                |
| 1987-1988 | IRC Aïn Saleh 11-0              | Hydra AC 0-3                 | RS Kouba 3-0                |                                     |                             |                              |                          |                |
| 1988-1989 |                                 |                              | NA Hussein Dey 1-0          | ES Sétif 3-3 (3-2 tab)              |                             |                              |                          |                |
| 1989-1990 | Non disputée                    | Non disputée                 | Non disputée                | Non disputée                        | Non disputée                | Non disputée                 | Non disputée             | Non disputée   |
| 1990-1991 |                                 |                              | WA Boufarik 1-0             |                                     |                             |                              |                          |                |
| 1991-1992 |                                 | CR Birtouta 4-0              | ASO Chlef 3-1               |                                     |                             |                              |                          |                |
| 1992-1993 | Non disputée                    | Non disputée                 | Non disputée                | Non disputée                        | Non disputée                | Non disputée                 | Non disputée             | Non disputée   |
| 1993-1994 | Exempte                         | Exempte                      | US Chaouia 1-0              | ASO Chlef 1-1 (11-10 tab)           | USM El Harrach 1-0          | CS Constantine 0-0 (3-2 tab) | JS Kabylie 1-1 (3-2 tab) |                |
| 1994-1995 | Exempte                         | Exempte                      | MO Constantine 1-0 ap       | CNAS Oran 4-0                       | US Chaouia 1-2              |                              |                          |                |
| 1995-1996 | Exempte                         | Exempte                      | WA Mostaganem 1-3 ap        | ES Mostaganem 0-2                   | WA Tlemcen 1-0              | USM Bel Abbès 3-1 ap         | HB Chelghoum Laid 2-1 ap | MC Oran 1-0 ap |
| 1996-1997 | SCM Blida 4-1                   | WB Saoula 1-2                | JSM Béjaia 0-3 (tapis vert) | Hamra Annaba 1-1 (4-2 tab)          | USM Sétif 0-0 (3-2 tab)     |                              |                          |                |
| 1997-1998 | Exempte                         | Exempte                      | NB Bou Ismaïl 0-2           | E Collo 0-0 (4-3 tab)               |                             |                              |                          |                |
| 1998-1999 | Exempte                         | Exempte                      | WA Boufarik 0-1             | CS Souk Naâmame 4-0                 | USM Alger 0-4               |                              |                          |                |
| 1999-2000 | Exempte                         | Exempte                      | MSP Batna 1-0               | USM Annaba 1-1 (3-0 tab)            | USM Alger 1-1 (4-2 tab)     | WA Tlemcen 1-2, 1-1          |                          |                |
| 2000-2001 | Exempte                         | Exempte                      | MO Constantine 0-0          | JSM Béjaïa 2-1                      |                             |                              |                          |                |
| 2001-2002 | Exempte                         | Exempte                      | RC Kouba 0-0 (3-4 tab)      | CR Beni Thour 1-2                   | HB Chelghoum Laid 2-0       | MC Alger 2-0                 | MC Oran 3-1              |                |
| 2002-2003 | Exempte                         | Exempte                      | SCM Oran 0-2                |                                     |                             |                              |                          |                |
| 2003-2004 | Exempte                         | Exempte                      | MSP Batna 2-1 ap            | MC Oran 0-1                         |                             |                              |                          |                |
| 2004-2005 | Exempte                         | Exempte                      | Jil Sidi Salem 2-0          | CA Bordj Bou Arreridj 2-1           | A Bou Saada 1-1 (2-3 tab)   | USM Sétif 1-0 ap             |                          |                |
| 2005-2006 | Exempte                         | Exempte                      | MC El Eulma 0-1             |                                     |                             |                              |                          |                |
| 2006-2007 | Exempte                         | Exempte                      | NRB Lardjem 0-6             | IRB Sidi Aissa 2-3                  | JSM Béjaia 1-0              | CR Belouizdad 2-0            | MC Alger 0-0 (7-6 tab)   |                |
| 2007-2008 | Exempte                         | Exempte                      | MO Constantine 1-0          | CA Bordj Bou Arreridj 2-2 (1-4 tab) | CR Belouizdad 3-3 (4-3 tab) |                              |                          |                |
| 2008-2009 | Exempte                         | Exempte                      | JSM Bejaïa 2-1              | Paradou AC 1-3                      | ES Sétif 0-1                |                              |                          |                |
| 2009-2010 | Exempte                         | Exempte                      | MB Constantine 4-1          | JSM Bejaia 2-2 (3-2 tab)            | CA Batna 0-0 (4-3 tab)      |                              |                          |                |
| 2010-2011 | Exempte                         | Exempte                      | RUDS Batna 5-0              | JSM Bejaia 2-0                      |                             |                              |                          |                |
| 2011-2012 | WRB Attatba 2-1                 | CRB Ouled Ben Abdelkader 3-1 | USM Alger 2-1               |                                     |                             |                              |                          |                |
| 2012-2013 | MC Khemis-Miliana 2-1           | ES Berrouaghia 2-1ap         | O. Médéa 2-1                | CA Bordj Bou Arreridj 2-0           | CS Constantine 3-1          |                              |                          |                |
| 2013-2014 | WM Boufarik 1-0                 | O Médéa 1-0                  |                             |                                     |                             |                              |                          |                |
| 2014-2015 | CRB Tipaza 5-0                  | CRB Sendjas 1-3              | CR Belouizdad 1-2           |                                     |                             |                              |                          |                |
| 2015-2016 | Exempte                         | Exempte                      | OM Arzew 3-2 ap             | US Tébessa 1-1 (7-6 tab)            |                             |                              |                          |                |
| 2016-2017 | CR Beni-Tamou 1-3 ap            | ESM Koléa 2-1                | JSM Béjaia 1-1 (2-1 tab)    | MC Saida 2-0                        |                             |                              |                          |                |
| 2017-2018 | Exempte                         | Exempte                      | CR Témouchent 0-0 (4-5 tab) | ASM Oran 2-0                        | DRB Tadjenanet 5-0          | JS Kabylie 2-1               |                          |                |
| 2018-2019 | WRN Ain Oussera 0-2             | ESM Koléa 0-3                | Paradou AC 2-3ap            |                                     |                             |                              |                          |                |
| 2019-2020 | ORB Oued El Fodha 0-2           | O Médéa 1-0                  |                             |                                     |                             |                              |                          |                |
| 2020-2021 | Non disputée                    | Non disputée                 | Non disputée                | Non disputée                        | Non disputée                | Non disputée                 | Non disputée             | Non disputée   |
| 2021-2022 | Non disputée                    | Non disputée                 | Non disputée                | Non disputée                        | Non disputée                | Non disputée                 | Non disputée             | Non disputée   |
| 2022-2023 | USMM Hadjout 2-0                | AE Médéa 1-0                 |                             |                                     |                             |                              |                          |                |
| 2023-2024 | CRB Aïn Oussara 2-2 (3-1 t.a.b) | ORB Oued Fodda 0-1           | WA Tlemcen 1-0              |                                     |                             |                              |                          |                |
| 2024-2025 | O Médéa 2-0                     | RC Arbaâ 0-1                 | IRB Sedrata 0-0 (2-4 t.a.b) |                                     |                             |                              |                          |                |

## Statistiques depuis 1993-94
| J  | G  | N  | D  | Bp  | Bc | Diff. | Pts |
| -- | -- | -- | -- | --- | -- | ----- | --- |
| 88 | 47 | 21 | 20 | 142 | 78 | +64   | 162 |

| Buteurs           | Buts |
| ----------------- | ---- |
| Billal Zouani     | 12   |
| Réda Zouani       | 7    |
| Adlène Bensaïd    | 6    |
| Wilfried Endzanga | 5    |
| Smaïl Diss        | 4    |
| Abdellah Boudina  | 4    |
| Islem Haniched    | 4    |
| Youcef Zerguine   | 4    |
| Samir Galoul      | 3    |
| Bilel Herbache    | 3    |
| Feth Nour Aliouat | 3    |
| Mustapha Melika   | 3    |
| Ibrahim Si Amar   | 3    |
| Bentayeb          | 3    |
| 14 joueurs        | 2    |
| 43 joueurs        | 1    |
| C.S.C             | 1    |